# Huis te Voorn
Huis te Voorn is een buitenplaats met landgoed bij de Stadsdam in Utrecht. Tot 1995 behoorden Voorn en de Stadsdam tot de woonplaats De Meern.
Vóór 1400 was Voorn een hofstede met omringende landerijen, in bezit van het Utrechtse Kapittel van Oudminster en in leen gegeven aan leden van de familie Taets. In 1539 verkreeg Voorn de status van ridderhofstad. Omstreeks 1635 vond een verbouwing plaats, waardoor het huis Voorn het uiterlijk kreeg van een kasteel. Aan het einde van de 18e of het begin van de 19e eeuw werd het landgoed omgevormd tot een park in romantische stijl. In 1851 werd het kasteel afgebroken op twee duiventorens na. In 1873 werd aan het begin van de oprijlaan naar het vroegere kasteel een witgepleisterd landhuis gebouwd.

Wapen van 't Huys te Voorn, afgebeeld op een Utrechtse wapenkaart uit ± 1674

## Locatie
Het landgoed Voorn ligt onmiddellijk ten westen van de autosnelweg A2 tussen het Rhijnoordviaduct (over het kanaal Leidse Rijn) en de zuidelijke ingang van de Leidsche Rijntunnel. Het heeft de vorm van een driehoek, waarvan de zuidoosthoek bij het Rhijnoordviaduct ligt, de zuidwesthoek bij de Stadsdambrug en de noordhoek circa 500 meter ten noorden van de Stadsdambrug. De grootte van dit landgoed is ongeveer 8 ha.
Het eiland waarop het vroegere kasteel lag, bevindt zich in het noordelijk deel, dicht bij de rivier de Rijn, waarvan thans weinig meer overgebleven is. Iets ten westen van het kasteel lag en ligt nog steeds een dienstwoning voor personeel. Aan de zuidgrens van het landgoed ligt de Leidse Rijn, een scheepvaartkanaal, aangelegd ter vervanging van de zeer bochtige, moeilijk te bevaren rivier. Toen het daar in de 17e eeuw drukker werd, is de ingang van het landgoed verplaatst naar de Stadsdambrug over dit kanaal.

## Geschiedenis van het huis en het landgoed
In 1395 werd een hofstede met een halve hoeve land met gerecht, cijns en tiende in leen gehouden door Gerrit van Voorn. Leenbrieven vanaf 1458 noemen ook nog een duifhuis en een molen. Deze Gerrit van Voorn was een lid van het geslacht Taets(e). Hij stamt af van Gerard Taetse, die in 1242 leefde en zichzelf ook Gerard van Voorn noemde, omdat hij op Voorn woonde. Deze Gerard was een achterkleinzoon van Willem van Voorne, die in 1160 leefde. Verschillende leden van de familie Taets noemden zich Taets van Voorn. De laatste van deze tak van de familie Taets was Hillegonde Taets van Voorn. Zij stierf kinderloos in 1547 en liet Voorn na aan Lubbert van Parijs van Zuidoord. Na zijn dood in 1608 volgde een reeks van wisselingen van eigenaar, waarvan sommige gedwongen door financiële problemen. Dit ging door tot 1819, toen de familie Meertens uit Demerary (Guyana) Voorn kocht. Daarna vonden tot 1951 slechts eigendomsoverdrachten plaats door vererving binnen de familie.
De familie Taets heeft een belangrijke rol gespeeld in de polders ten zuiden van het Huis te Voorn. Mogelijk was dit al het geval tijdens de Grote Ontginning. Het is in elk geval zeker dat een tak van deze familie, die de achternaam Taets van der Maern voerde, in de 14e eeuw het gerecht Heicop bestuurde. Deze familieleden bewoonden de Meernhoeve, gelegen aan het zuidelijke uiteinde van de Meerndijk. De 3 km lange Taatsendijk (waarvan nog twee fragmenten zijn overgebleven) liep vanaf een punt dicht bij Voorn het poldergebied in. Deze dijk eindigde in de Heicopse Polder. Deze polder was slechts een deel van het gerecht Heicop. De Meernhoeve was (en is) ongeveer 6 km van Voorn verwijderd.

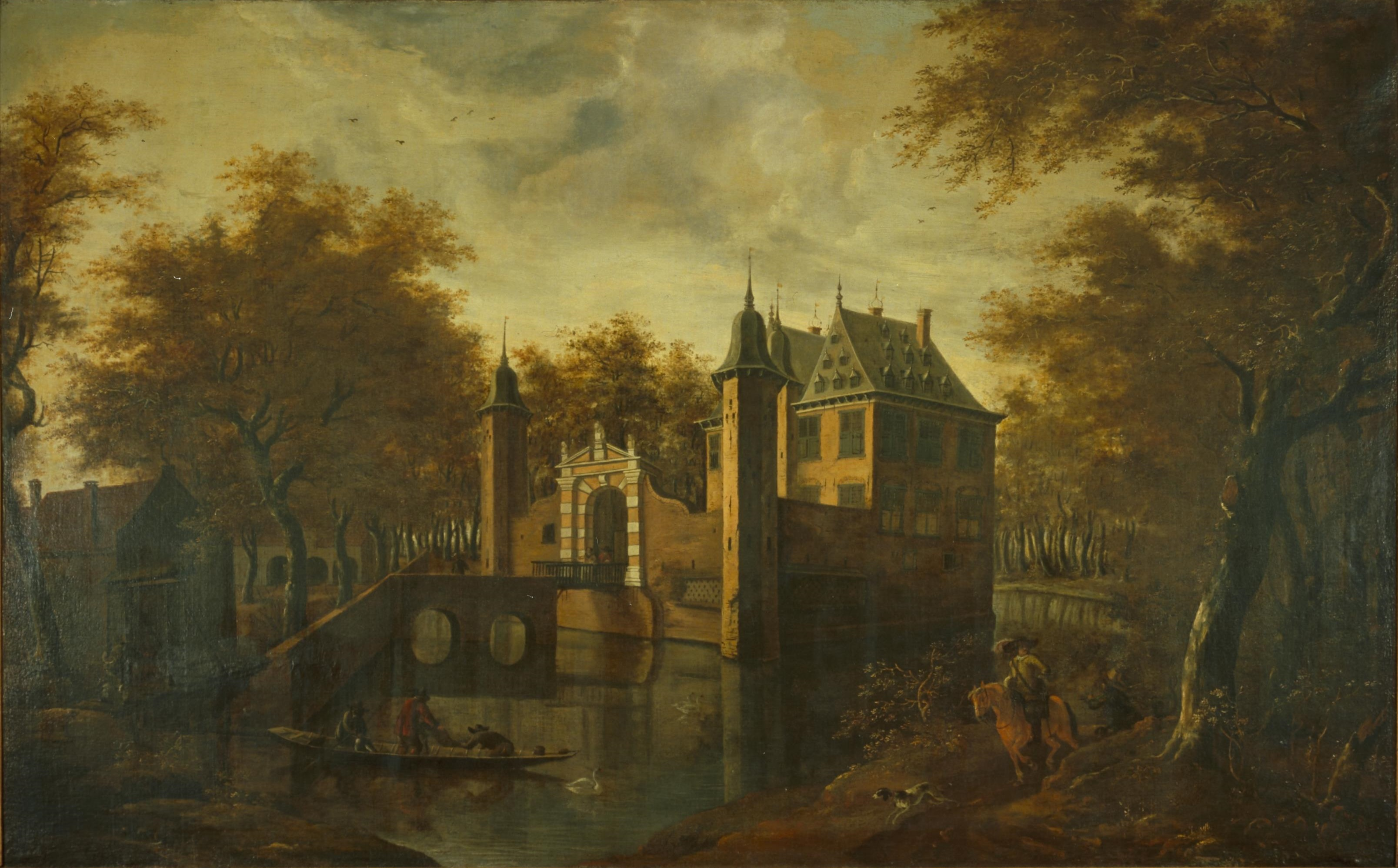
Ridderhofstad Voorn omstreeks 1645

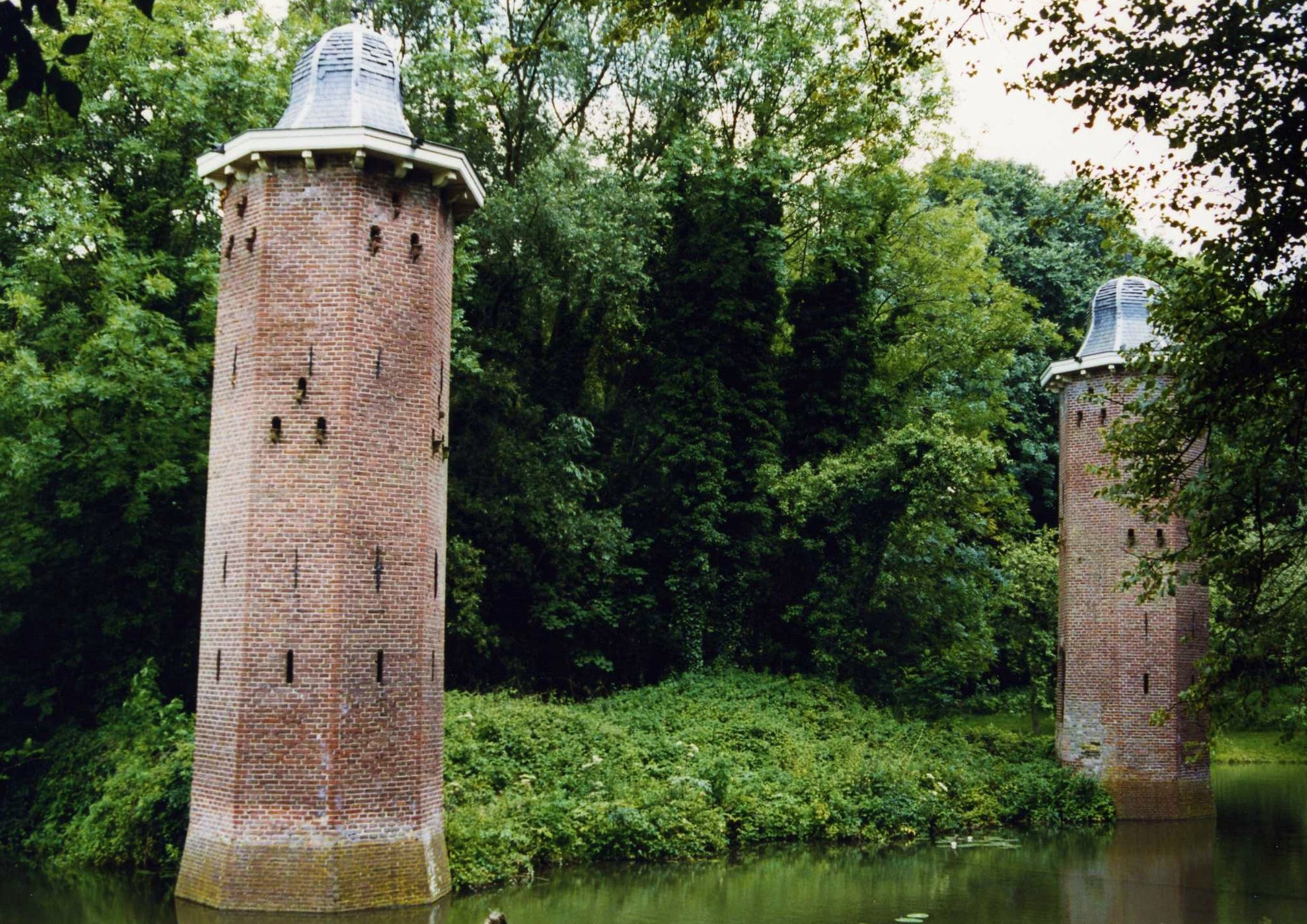
De overgebleven duiventorens

In het jaar 1539 werd Huis te Voorn toegevoegd aan de lijst van erkende ridderhofsteden. Hierna werd het verschillende malen uitgebreid en verbouwd. Omstreeks 1635 vond een ingrijpende wijziging plaats. Deze hield verband met de verbetering van de scheepvaartroute tussen Utrecht en Leiden ten behoeve van de trekvaart. Een deel van deze route werd gevormd door het kanaal Oude Rijn langs de zuidgrens van het landgoed Voorn. De route werd verkort en obstakels werden verwijderd, waaronder de Stadsdam bij Voorn; deze werd vervangen door een schutsluis en een brug. Hier zou in de toekomst veel meer verkeer passeren dan voorheen, en daarom besloot de toenmalige eigenaar van Voorn de hoofdingang van het landgoed te verplaatsen naar de Stadsdambrug. Een 400 m lange rechte oprijlaan werd aangelegd van deze brug naar het huis. Omdat deze laan aan de achterzijde ervan zou eindigen, werd besloten het huis zo te verbouwen dat de achterzijde voorzijde werd. Mogelijk werd toen ook het huis vergroot, werden de daken ervan verhoogd en voorzien van dakkapellen en werden torens toegevoegd. De beide duiventorens waren in elk geval product van deze verbouwing.
Omstreeks 1800 werden de landerijen rondom het kasteel getransformeerd tot een park in Engelse landschapsstijl. Enkele oudere elementen bleven echter behouden, waaronder de rechte oprijlaan vanaf de Stadsdambrug. Aan de randen van het park werden bospercelen aangelegd. Een zone in het midden, grenzend aan de Leidse Rijn, bleef open met een licht glooiende weide en solitaire bomen. Nadien is deze indeling niet meer gewijzigd, zij het dat in het begin van de 21e eeuw een in het zuidoosten gelegen deel moest wijken voor de aanleg van de Stadsbaan Leidsche Rijn.
In 1851 werd het kasteel afgebroken. De twee duiventorens en het eiland waarop het huis stond bleven hierbij gespaard. Funderingsresten op het eiland zijn eveneens bewaard gebleven. In 1873 werd aan het begin van de oprijlaan bij de Stadsdambrug een witgepleisterd landhuis in eclectische stijl gebouwd.
Het park, de overblijfselen van het kasteel, de dienstwoning uit de 18e eeuw en het landhuis uit 1873 staan op de lijst van rijksmonumenten van de Rijksdienst voor het Cultureel Erfgoed.

## Bewoners vanaf 1819

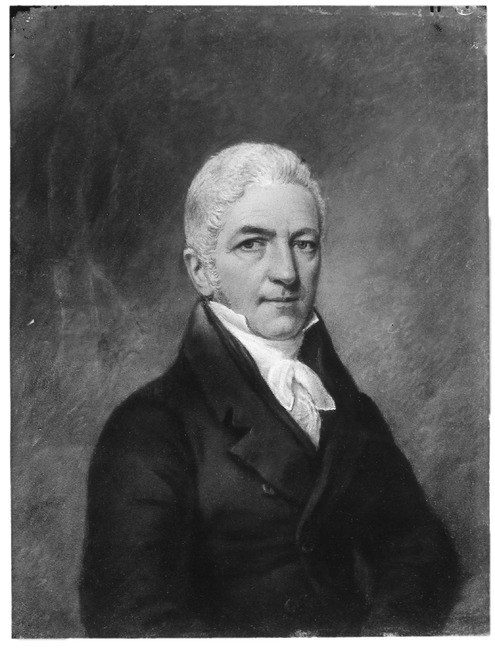
Anthony Meertens 1753-1815

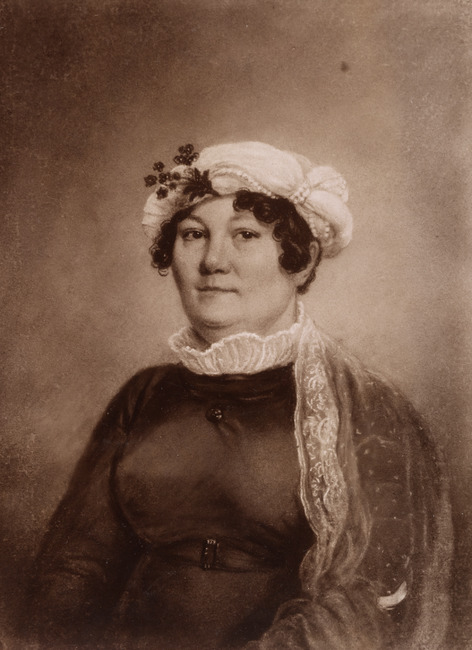
Johanna Hendrina Catharina Slengarde

### Stamboom
Opmerkingen vooraf
1. De cursief weergegeven namen zijn van personen van wie zeker is dat zij op Voorn hebben gewoond.
2. Deze stamboom is niet volledig. Personen zonder enige relatie met Voorn zijn weggelaten.
- Anthony Meertens (*Middelburg 1753, †Clifton (GB) 1815); trouwt in 1780 met Johanna Hendrina Catharina Slengarde (*Demerary (Guyana) 1765, †Bath (GB) 1829)
  - Jacobus Meertens (*Demerary ±1785, †Plantage Vauxhall (Guyana) 1835), trouwt in 1809 met Catharina Anna Maria Slengarde (*Demerary 1789, †De Meern 1861)
    - Anthony Mangelaar Meertens (*Demerary 1816, †Buitenzorg 1881)
    - Johanna Françoise Henriette Meertens (*Amsterdam 1821, †De Meern 1862), trouwt in 1846 met Jacob Carel Martens (*Utrecht 1817, †De Meern 1872)
      - Johanna Henriëtta Antonia Martens (*Zeist 1848, †De Meern 1927), Vrouwe van Vliet vanaf 1898 en Vrouwe van Voorn vanaf 1902; trouwt in 1873 met Hendrik Cornelis Johannes Barchman Wuytiers (*Harderwijk 1843, †Wiesbaden (D) 1898), Heer van Vliet vanaf 1873
      - Susanna Amelia Martens (*Zeist 1851, †De Meern 1920), trouwt in 1874 met Jan Willem Antonie Barchman Wuytiers (*Harderwijk 1847, †De Meern 1926), Heer van Voorn
        - Hendrik Jan Marie Barchman Wuytiers van Vliet (*Loosdrecht 1875, †De Meern 1916), Heer van Voorn
          - Jan Willem Antonie Barchman Wuytiers van Vliet (*Lopikerkapel 1912, †Bussum 1962)

  - Anthony Mangelaar Meertens (*Demerary 1786, †? ?,na 1831), Heer van Voorn; trouwt in Semarang (Java) in 1812 met Wilhelmina Jacoba Elizabeth Slengarde (*Demerary ?, †Cumingsburg (Guyana) 1866). Zij is een zuster van Catharina Anna Maria Slengarde, echtgenote van Jacobus Meertens
    - Maria Meertens (*De Meern 1820, †? ?)

  - Henry George Ferdinand Meertens (*Demerary 1790, †De Meern 1868), Heer van Voorn; trouwt in 1833 met Susanna Amelia Testas (*Utrecht 1794, †De Meern 1854). Zij is weduwe van Jan Hendrik Martin Martens (*Utrecht 1795, †Utrecht 1828) en komt met vijf jonge kinderen uit haar eerste huwelijk in Huis Voorn wonen. Deze volgen hieronder; het zesde kind is geboren uit haar huwelijk met Henry George Ferdinand Meertens.
    - Jacob Carel Martens (*Utrecht 1817, †De Meern 1872). Trouwt in 1846 met Johanna Françoise Henriette Meertens (zie hierboven).
    - David Jan Martens (*Utrecht 1820, †De Bilt 1862)
    - Anna Elisabeth Cornelia Martens (*Utrecht 1821, †'s-Gravenhage 1905)
    - Jan Louis Anne Martens (*Utrecht 1823, †Utrecht 1909)
    - Johanna Henriëtta Antonia Martens (*Utrecht 1827, †Arnhem 1893)
    - Henri Willem Meertens (*De Meern 1836, †De Meern 1902), Heer van Voorn, opdrachtgever tot de bouw van het landhuis aan het begin van de oprijlaan en eerste bewoner hiervan

  - Catharina Maria Meertens (*Demerary 1792, †? ?)
  - Antoinette Meertens (*Demerary ?,†? ?)

### De vader van de familie
De jurist Anthony Meertens (1753-1815) had een bestuurlijke carrière opgebouwd in de provincie Demerary van West-Indië. Deze provincie ligt in de huidige staat Guyana, ten westen van Suriname. In de late 18e eeuw is dit gebied wisselend in handen van de Nederlanders en de Britten. In 1802/1803 is het gebied voor het laatst een Nederlandse kolonie. In die periode van minder dan een jaar is Anthony Meertens gouverneur-generaal van Demerary-Essequebo. Hierna komt dit gebied in Britse handen en dit zal zo blijven tot 1966, het jaar waarin het land Guyana onafhankelijk wordt. In 1808 vertrekt Anthony met een van zijn zoons naar Londen. Hij keert niet meer terug en gaat in het zuiden van Engeland wonen.
Anthony Meertens heeft een groot deel van zijn leven in Demerary gewoond en gewerkt. In 1780 trouwde hij met Johanna Hendrina Catharina Slengarde (1765-1829), een vrouw uit een vooraanstaande Surinaamse/Guyaanse familie. Al hun vijf kinderen zijn in Demerary geboren. Anthony overleed in 1815, zijn vrouw in 1829 in Bath (Engeland). Beiden hadden belangen in Guyaanse plantages en waren rijk.

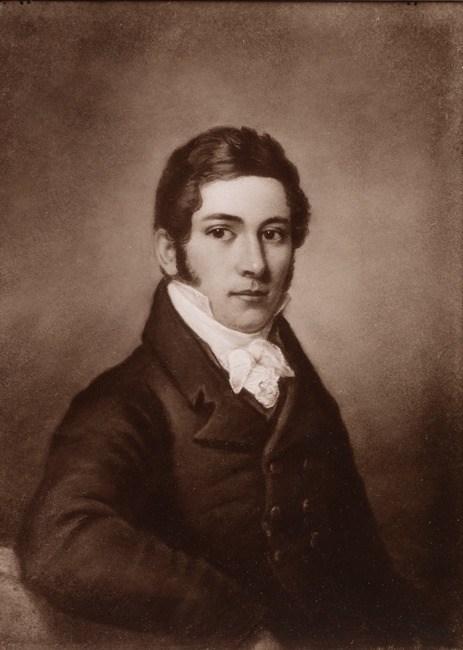
Jacobus Meertens ±1785-1835

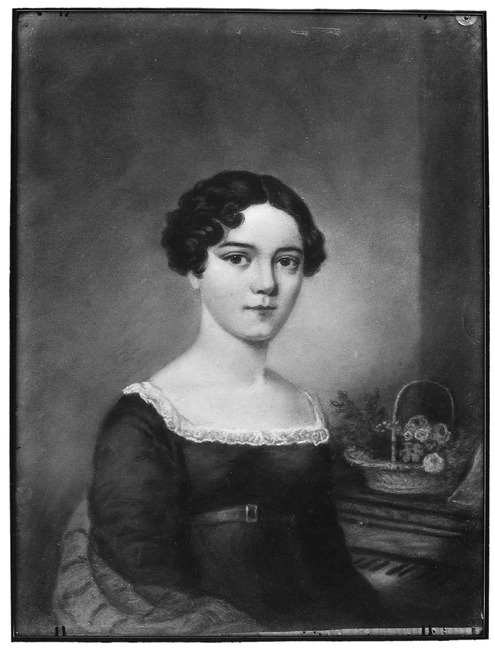
Catharina Slengarde 1789-1861

### De tweede generatie
Van de kinderen van Anthony Meertens blijft uiteindelijk alleen de oudste, Jacobus, achter in Guyana. Hij is daar plantagehouder. De tweede zoon, die net als zijn vader Anthony heet, koopt in 1819 de Ridderhofstad Voorn te De Meern voor 100.000 gulden. Zijn moeder, die in Bath (Engeland) woont, is de juridische eigenares van het kasteel. Anthony junior plaatst voor zijn achternaam de familienaam van de moeder van zijn vader en gaat zo verder door het leven als Anthony Mangelaar Meertens. Hij en zijn vrouw, Wilhelmina Jacoba Elizabeth Slengarde, gaan meteen in 1819 in Voorn wonen. In april 1820 wordt hier hun dochter Maria geboren.
In 1821 wordt in Amsterdam een dochter van Jacobus Meertens en Catharina Anna Maria Slengarde geboren. Zij heet Johanna Françoise Henriette en heeft een vijfjarig broertje, Anthony. De moeder en deze twee kinderen gaan op kasteel Voorn wonen. De plantagehouder Jacobus gaat terug naar Guyana.
De derde zoon, Henry George Ferdinand Meertens, woonde al in Nederland voordat Huis te Voorn werd gekocht door zijn broer. Hij studeerde rechten aan de Utrechtse Hogeschool (thans universiteit) en voltooide deze studie met het behalen van de meesterstitel.
Na de aankomst van Catharina Slengarde met haar kinderen op Voorn wonen hier in elk geval de volgende personen:
- Catharina Anna Maria Slengarde met haar kinderen Anthony en Johanna Françoise Henriette
- Anthony Mangelaar Meertens met zijn vrouw Wilhelmina Jacoba Elizabeth Slengarde en hun dochter Maria
- Henry George Ferdinand Meertens.

Van deze personen zullen Catharina Slengarde en Henry Meertens tot hun dood op het landgoed Voorn blijven wonen.
Het is niet onmogelijk dat ook Catharina Maria Meertens en/of Antoinette Meertens in het kasteel hebben gewoond, maar hierover is niets bekend. Catharina Maria is twee keer getrouwd geweest. Haar tweede huwelijk werd voltrokken in Amsterdam en daar heeft zij waarschijnlijk een deel van haar leven gewoond.

### De derde en vierde generatie
Aan het begin van het jaar 1833 wonen in ieder geval de volgende personen in het kasteel:
- Catharina Slengarde
- haar kinderen Anthony Mangelaar Meertens en Johanna Françoise Henriette Meertens
- hun zwager en oom Henry George Ferdinand Meertens.

Anthony zal zich een jaar later laten inschrijven aan de universiteit van Utrecht. Twee jaar later studeert hij in Leiden verder en in 1842 verkrijgt hij daar zijn doctorsgraad in de rechten. Vervolgens vertrekt hij naar het eiland Java in Nederlands Oost-Indië om daar een carrière op te bouwen.
De oudste van de drie broers Meertens, de plantage-eigenaar Jacobus, woont in Guyana. Van de middelste broer, Anthony, diens vrouw Wilhelmina Slengarde en hun dochtertje Maria is niet bekend waar zij op dit moment verblijven. Uit de schaarse gegevens over hun verdere levensloop blijkt dat zij waarschijnlijk inmiddels Voorn hebben verlaten.

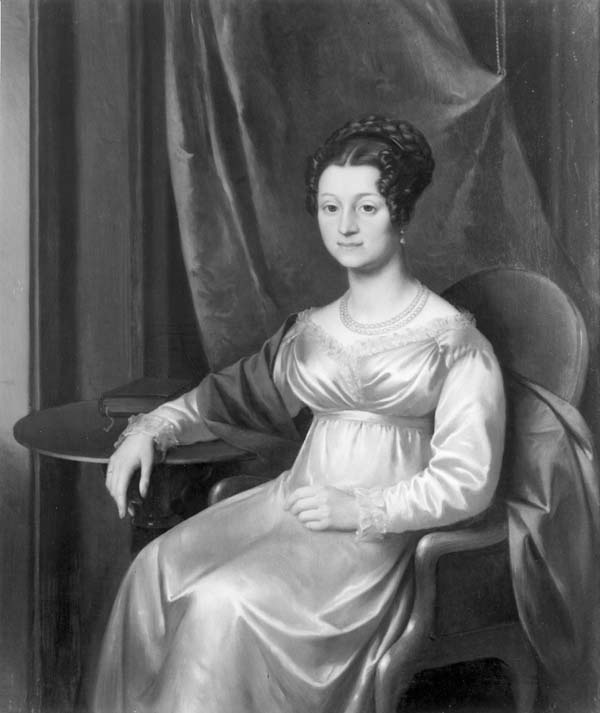
Susanna Amelia Testas

 In augustus 1833 trouwt Henry George Ferdinand Meertens met de weduwe Susanna Amelia Testas. Haar eerste man, de dijkgraaf Jan Hendrik Martin Martens (1795-1828), is jong overleden. Met haar vijf jonge kinderen trekt zij nu in het kasteel bij haar nieuwe echtgenoot. Haar oudste kind is de 15-jarige Jacob Carel Martens. Dertien jaar later, in 1846, trouwen hij en zijn huisgenote Johanna Françoise Henriette Meertens met elkaar. Zij gaan in Zeist wonen.
Later in dat jaar trouwt een zuster van Jacob Carel en in 1848 trouwen de overige drie kinderen Martens. Ook zij gaan allen elders wonen. Na deze uittocht blijven de volgende vier personen in het kasteel achter:
- Henry George Ferdinand Meertens
- zijn echtgenote Susanna Amelia Testas
- hun zoon Henri Willem Meertens
- hun schoonzuster en tante Catharina Anna Maria Slengarde.

Omstreeks 1851 laat Henry George Ferdinand Meertens het kasteel afbreken. Over de mogelijke reden hiervan is het volgende bekend. Bij de koop in 1819 had de familie Meertens het oogmerk het landgoed na grondaankopen en aanpassingen op rendabele wijze te gaan exploiteren. Het bijkopen van grond begon al kort na aankomst van de familie op Voorn. Hierna kocht ook Henri George Ferdinand percelen grond en deed hij herhaaldelijk vergeefse pogingen tot het verkrijgen van de vergunningen die voor de uitvoering van zijn plannen nodig waren. Zeer waarschijnlijk nemen de vier bovengenoemde personen nu hun intrek in de dienstwoning die 50 meter ten westen van het kasteel ligt.
In 1854 overlijdt Henry's vrouw Susanna. Henry laat een familiegraf maken op het kerkhof naast de hervormde kerk in De Meern, waarin Susanna als eerste wordt begraven. In 1861 volgt zijn schoonzuster Catharina Slengarde en in 1868 Henry zelf.
De zoon van Susanna en Henry, Henri Willem Meertens, zal zijn hele leven ongehuwd blijven. In 1873 verrijst aan het begin van de oprijlaan bij de Stadsdam een groot landhuis, geschikt om te worden bewoond door meer huishoudens. Als het klaar is, trekt Henri Willem meteen hierin. Hij zal hier tot zijn overlijden in 1902 blijven wonen. Susanna Amelia Martens en haar man Jan Willem Antonie Barchman Wuytiers wonen hier gedurende twee perioden. De eerste is van 1879 tot 1901, ten tijde van het burgemeesterschap van Jan Willem Antonie van Vleuten, Haarzuilens en Oudenrijn. Dan vertrekken ze naar Amersfoort, waar Jan Willem Antonie van 1901 tot 1912 burgemeester is. Daarna keren zij terug naar Voorn.

### Het landhuis Voorn krijgt niet-adellijke bewoners

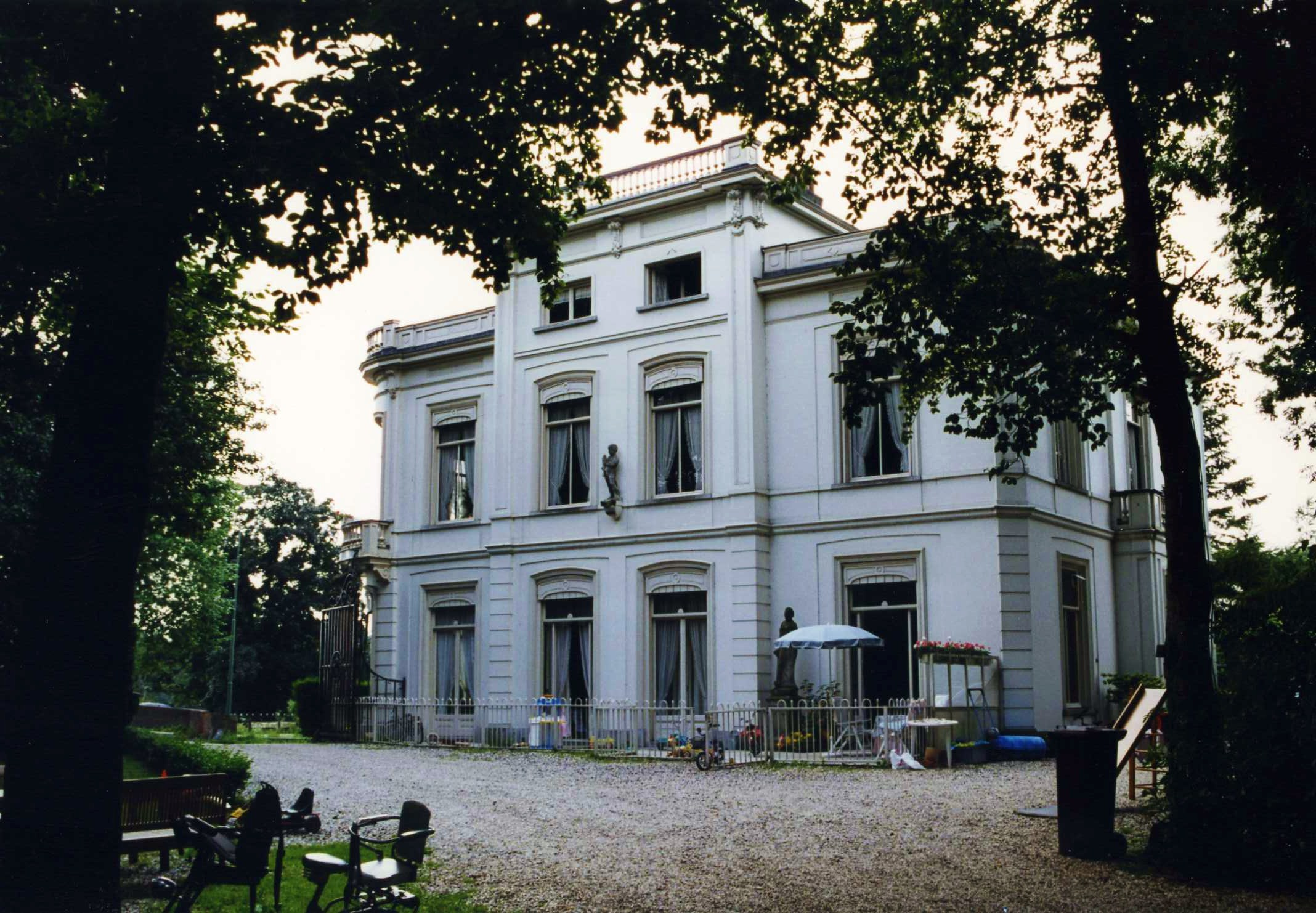
Landhuis Voorn, gebouwd in 1873

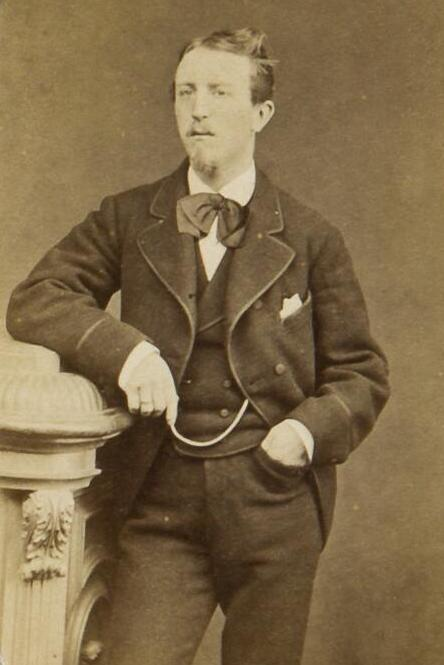
Jan Willem Antonie Barchman Wuytiers

In de periode 1879-1901 zijn, behalve Henri Willem Meertens, Susanna Amelia Martens en haar man Jan Willem Antonie Barchman Wuytiers vaste bewoners van het landhuis. Ook twee van hun kinderen en Susanna's zuster Johanna Henriëtta Antonia Martens hebben hier gewoond.
Na de dood van Henri Willem Meertens in 1902 wordt een deel van het huis verhuurd aan de kantonrechter Bernard Willem Rasch (1856-1908) en zijn vrouw Adriana Maria Enschedé (1864-1946). Na het overlijden van haar man blijft Adriana Maria Enschedé hier nog 10 jaar wonen. Zij leidt de Christelijke Meisjesvereniging, die zij om de 14 dagen in haar woning ontvangt. In 1918 verlaat zij De Meern om terug te keren naar haar geboortestad Haarlem. De meisjesvereniging wordt, overeenkomstig haar voorstel, voortgezet door een onderwijzeres van de christelijke school en verhuist naar de consistoriekamer van de hervormde kerk.
In 1912 keren Jan Willem Antonie Barchman Wuytiers en zijn vrouw Susanna terug in hun vroegere woning. In 1951 verkoopt hun kleinzoon Jan Willem Antonie Barchman Wuytiers van Vliet (1912-1962) het landgoed met gebouwen aan de ondernemer Johannes Franciscus van Seumeren (1898-1954). Deze wil het vroegere kasteel Voorn laten herbouwen en krijgt hiervoor medewerking van het Rijk. In het terrein zijn al opgravingen gedaan om de oude toestand te onderzoeken, als hij plotseling overlijdt. Het plan wordt hierna niet meer ten uitvoer gebracht.
Het bekendste lid van de familie van Seumeren is Frans van Seumeren, vooral bekend geworden door de berging van de Russische onderzeeboot Koersk in 2001. In een over hem gemaakte tv-documentaire vertelt hij over het landgoed Voorn, waar hij zijn kinderjaren doorbracht. Hij laat dan ook het eilandje zien waarop het kasteel heeft gestaan. Voor hem was dit een fijne plek om te spelen.

## De relatie met de Hervormde Gemeente De Meern

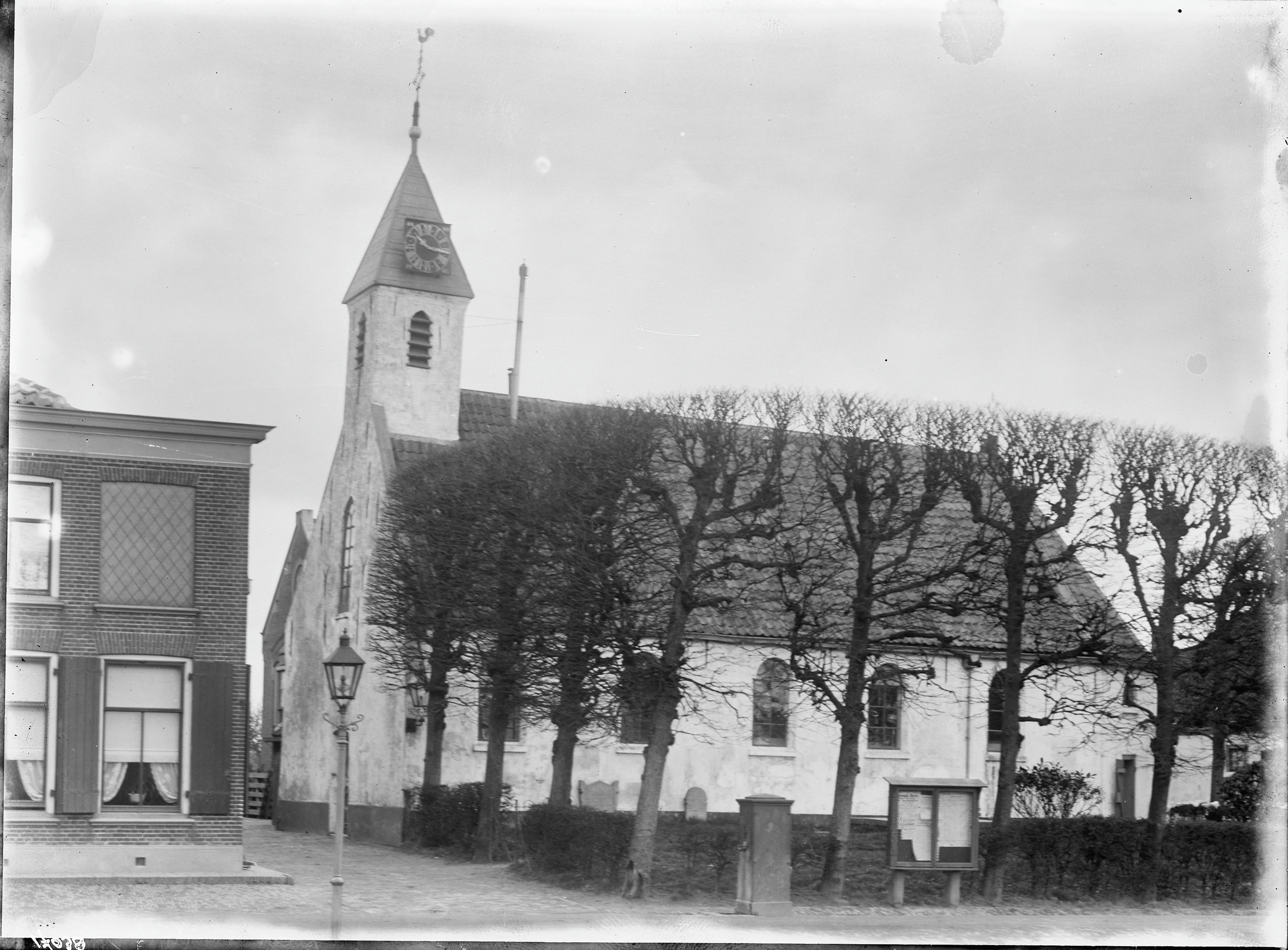
Hervormde kerk van De Meern in 1912. Tussen de weg en de kerk ligt het vroegere kerkhof.

Ten tijde van het ontstaan van de Hervormde Gemeente De Meern vond op 4 september 1644 de eerste doop in het kerkje van deze gemeente plaats. De dopelinge heette Maria Louijse. Zij was een dochter van Jhr. Bartolomeus van Panhuys en Mw. Mechtelt van Reede tot Drakensteijn, bewoners van Ridderhofstad Voorn.
In de registers en notulen van deze hervormde gemeente komen vaak namen voor van personen uit de families Meertens, Martens en Barchman Wuytiers. Zo werd op 7 mei 1820 Maria, dochter van Anthony Mangelaar Meertens en Wilhelmina Jacoba Elizabeth Slengarde, gedoopt. Ze was geboren op 8 april.
In september 1829 ontving de kerkenraad een brief van "de heer Meertens uit Engeland, waarin hij bericht, dat zijn moeder, eigenares van Huize Voorn, is overleden en dat hij een gift schenkt, groot ƒ 30.-, voor de armen dezer gemeente".
Het huwelijk van Henry George Ferdinand Meertens en Susanna Amelia Testas op 8 mei 1833 werd in de hervormde kerk van De Meern ingezegend. Ook werd hun zoon Henri Willem hier gedoopt op 28 februari 1836. Gedurende twee perioden was Henry George Ferdinand kerkmeester van deze gemeente, namelijk 1839-1841 en 1861-1864.
Op 10 september 1837 deed Johanna Françoise Henriëtte Meertens in de hervormde kerk van De Meern openbare belijdenis van het geloof. Dit voorbeeld werd gevolgd door twee van haar huisgenoten, namelijk Anna Elisabeth Cornelia Martens in 1839 en Jan Louis Anne Martens in 1841.
Verschillende leden van genoemde families werden naast de hervormde kerk van De Meern begraven. In 1870 werd het kerkhof verplaatst naar de rand van het dorp. Ook Susanna Amelia Testas, Catharina Anna Maria Slengarde en Henry George Ferdinand Meertens werden daar herbegraven. Hun lege grafkelder op het oude kerkhof werd weer afgedekt. In 1912-1913 werd de kerk afgebroken en op hetzelfde terrein een grotere kerk gebouwd, de huidige Marekerk. De families Martens en Barchman Wuytiers gaven toestemming tot overkluizing van het lege graf van Meertens, waardoor het onder de vloer van de huidige kerk kwam te liggen.